# David Lloyd George
David Lloyd George, 1. hrabě z Dwyforu, (17. leden 1863 – 26. březen 1945) byl britský státník a jediný premiér, který pocházel z Walesu. Byl také jediným předsedou vlády, pro něhož byla angličtina druhým jazykem (prvním byla velština).
Ve vládních funkcích, především jako ministr financí, sloužil dlouhou dobu a byl klíčovou postavou mnoha reforem, které položily základ sociálního státu. Byl premiérem v druhé polovině první světové války a v prvních čtyřech letech poválečného období. I když byl posledním předsedou vlády z Liberální strany, jeho koaliční vládu nepodporovalo mnoho liberálů a toto rozštěpení bylo hlavní příčinou úpadku strany.

## Mládí
I když se narodil v Manchesteru, byl Velšan a velština byla jeho rodným jazykem. Byl synem učitele Williama Georgeho a jeho manželky Elizabeth. Jeho strýc ho podporoval ve studiu práv a vstupu do politiky. Roku 1885 si založil právnickou kancelář, do které se později zapojil i jeho bratr, a jeho praxe rozšířila svou působnost i do okolí, kde si otevřel několik kanceláří.
Dne 24. ledna 1888 se oženil s Margaret Owenovou, dcerou místního statkáře. Tento rok se také stal členem rady hrabství Caernarfonshire. Od té doby se datují jeho snahy vytvořit národní stranu, která by, podobně jako Irská parlamentární strana, hájila zájmy Velšanů a snažil se prosadit spojení severního a jižního Walesu.

## Politická kariéra
Členem Dolní sněmovny za obvod Caernarfon Boroughs se stal v doplňovacích volbách roku 1890. Připojil se ke skupině mladých velšských liberálů, kteří podporovali zrušení waleské církve, umírněné reformy a velšskou samosprávu.
V následujících letech se v parlamentu věnoval především velšským tématům, jakými bylo zrušení velšské části Anglikánské církve. Velkou pozornost mu přinesla kritika druhé búrské války, kde poukazoval na sporné cíle a velké náklady.
Roku 1906 vstoupil do liberální vlády Henryho Campbel-Bannermana jako ministr obchodu. V této funkci realizoval mnoho změn zákonů, ale jeho hlavním úspěchem bylo zastavení plánované celostátní stávky železničních zaměstnanců. Po Bannermanově smrti nahradil H. H. Asquitha, který se stal premiérem, na pozici ministra financí.
Ve volebním programu liberálů pro volby roku 1906 byl i návrh na redukci nákladů na zbrojení, jehož zastáncem byl i on sám. Navrhl, aby počet velkých bitevních lodí (Dreadnought) byl snížen na šest, což bylo odsouhlaseno i vládou. Po silné kritice konzervativců byla nucena vláda změnit stanovisko a rozpočet byl navýšen pro počet osmi bitevních lodí. To byl jeden z hlavních důvodů obratů v závodech ve zbrojení mezi Velkou Británií a Německem v předvečer první světové války.
I když starobní penze byly zavedeny již Asquithem, Lloyd George byl zodpovědný za zavedení finanční podpory pro nemocné. Tyto sociální návrhy se střetly se silným odporem ve Sněmovně lordů, která jeho návrh rozpočtu odmítla. Tyto liberální reformy vytvořily základ sociálního státu. Po vyřešení krize kolem rozpočtu navrhl i systém národního pojištění (podpora v nezaměstnanosti), které se inspirovalo podobným systémem zavedeným v Německu v 80. letech 19. století.
Roku 1913 byl spolu se státním zástupcem Rufusem Isaacsem zapojen do Marconiho skandálu. Byl obviněn, že spekuloval s akciemi společnosti Marconi na základě interních informací o tom, že tato společnost získá velkou státní zakázku. Tento skandál byl předehrou dalšího pozdějšího obvinění z korupčního jednání při prodeji vyznamenání.

## Premiér
Roku 1916 se stal premiérem, když byl nahrazen Asquith, což Liberální stranu rozdělilo. Stal se tak závislým na podpoře konzervativců a tiskového magnáta Alfreda Harmswortha (vlastníka listů The Times a Daily Mail). To se projevilo i na sestavě válečného kabinetu a na tom, že jeho práci neměl zcela pod kontrolou.
Válečný kabinet se ale ukázal jako velmi úspěšná novinka. Scházel se téměř každý den a rozhodoval o hlavních politických, vojenských, ekonomických a diplomatických záležitostech. Přídělový systém na maso, cukr a tuky byl zaveden na počátku roku 1918. Počet členů odborových organizací se v letech 1914 až 1918 zvýšil z asi čtyř na osm miliónů a v letech 1917 až 18 se zvyšoval počet zastavení práce a stávek.
Zajímal se také o židovskou otázku. V době, kdy byl zodpovědný za vyzbrojování, se spřátelil s Chajimem Weizmannem, prominentním ruským sionistou, který se přestěhoval do Británie. Roku 1917 byl jeho prvním počinem ve funkci premiéra útok na Osmanskou říši a dobytí Palestiny. Ministr zahraničí Arthur Balfour vydal známou Balfourovu deklaraci ve které přiznal Židům právo na vytvoření vlasti na území Palestiny.
V září 1918 potvrdil T. G. Masarykovi do Ameriky skutečnost, že je v amerických skladech dostatek zbraní a materiálu pro pomoc Československým legiím na Rusi.
Zastupoval Velkou Británii na Pařížské mírové konferenci, kde se střetl s francouzským premiérem Georgesem Clemenceauem, americkým prezidentem Woodrowem Wilsonem a italským premiérem Vittoriem Orlandem. On sám chtěl potrestat Německo politicky a ekonomicky za zničení Evropy, ale nechtěl zcela zničit a rozvrátit jeho politický a ekonomický systém tak jak požadovali Francouzi, kteří se domáhali velmi vysokého odškodného.
Problémy koalice s konzervativci se začaly projevovat po válce. Jeho rozhodnutí rozšířit od roku 1917 brannou povinnost na Irsko vedla k porážce jeho irského koaličního partnera ve volbách roku 1918, ve kterých zvítězila strana Sinn Féin, která bezprostředně poté vyhlásila nezávislost. Lloyd George řídil Anglo-irskou válku, která skončila mírovou dohodu a vznikem Irského svobodného státu.
Jeho koalice byla názorově příliš různorodá a brzy se v ní objevily rozpory mezi národními liberály a unionisty a mezi frakcemi konzervativců. V červnu 1922 konzervativci předložili důkazy o korupci při udělování šlechtických titulů a Řádu britského impéria, který byl vytvořen pro tyto účely. Nicméně až po kritice postupu Británie v Chancké krizi došlo k rozpadu koalice, když klub konzervativců zvolil řešení opustit koalici.

## Pozdní období
Ve 20. letech zůstal důležitou politickou osobností a očekávalo se, že se do funkce premiéra vrátí. Roku 1926 se stal Asquithovým nástupcem v čele Liberální strany. I když byla v té době strana až třetí nejdůležitější formací, podařilo se mu získat prostředky na masivní kampaň. Nicméně výsledky voleb roku 1929 byly pro liberály zklamáním, když obsadili asi jen 60 křesel.
Ve 30. letech již jeho vliv na politické scéně poklesl. Navrhl program radikálních reforem, inspirovaných americkým programem New Deal (Nový úděl), ale jeho aktivita nezískala žádnou podporu. V březnu 1936 se setkal v Berchtesgadenu s Adolfem Hitlerem a jeho komentáře po tomto jednání vyjadřovaly určité sympatie s tímto diktátorem a především s programem veřejných prací. Nicméně později se přidal na stranu Winstona Churchilla, který kritizoval britskou politiku appeasementu. V květnu 1940 v asi posledním důležitějším parlamentním projevu silně kritizoval Neville Chamberlaina, přispěl k jeho porážce a napomohl tomu, aby se předsedou vlády stal Churchill.
Zemřel 26. března 1945 na rakovinu. O čtyři dny později byl pohřben u řeky Dwyfor v Llanystumdwy.